# Eduard Zachert
Eduard Zachert (* 8. März 1881 in Berlin; † 22. Juli 1943 in Berlin-Plötzensee) war ein deutscher Politiker (USPD/SPD), Gewerkschafter und Widerstandskämpfer gegen den Nationalsozialismus.

## Leben

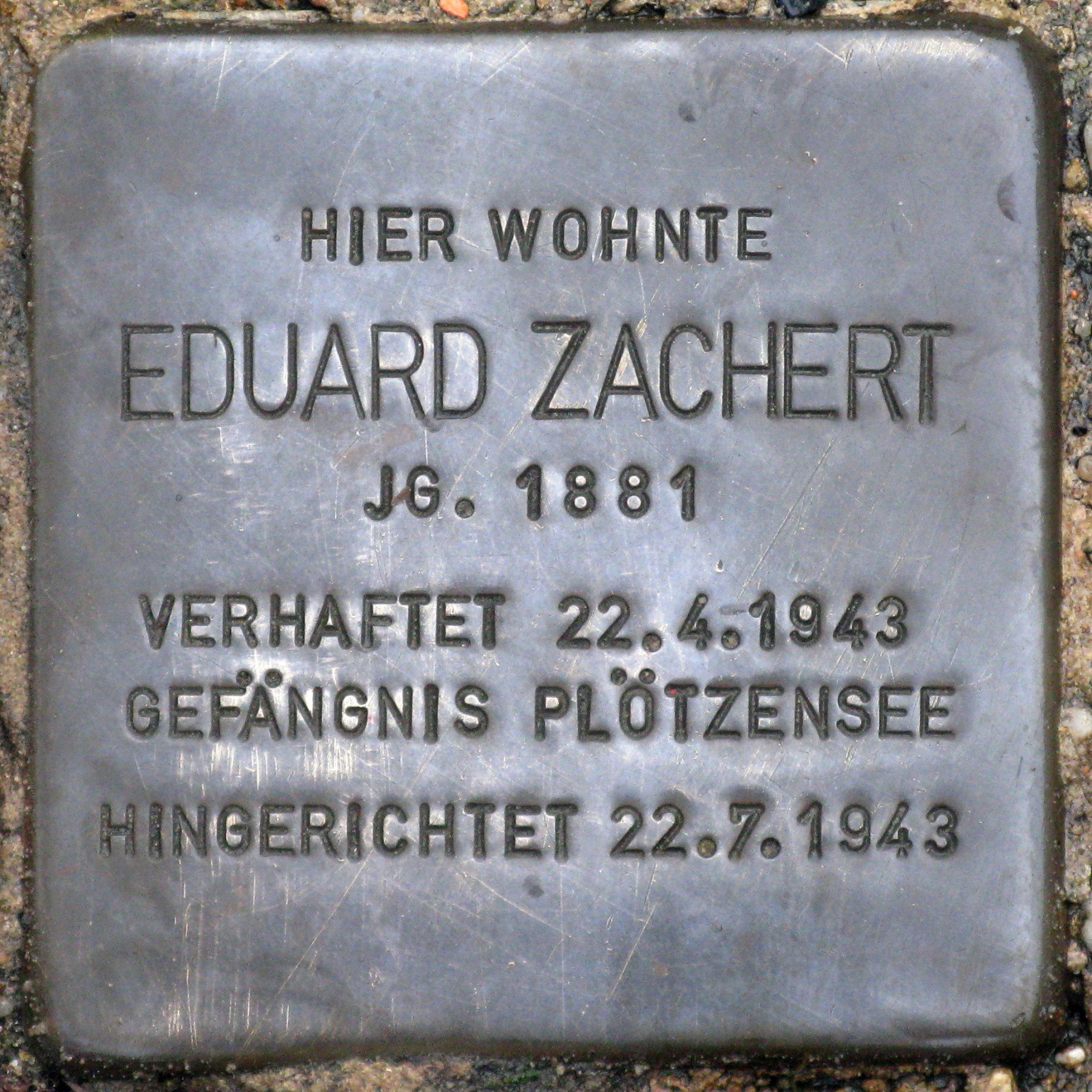
Stolperstein für Eduard Zachert

Seit seinem achten Lebensjahr Waise, erlernte Eduard Zachert früh den Beruf eines Lederarbeiters. Zum Ende seines Militärdienstes nahm er 1900 an der Niederschlagung des Boxeraufstands in China teil.
1901 wurde er Postbeamter und 1906 in den Berliner Vorstand des Verbands der Postbeamten gewählt. Am Ersten Weltkrieg nahm er zwei Jahre lang als Soldat teil. 1918 wurde er Mitglied der Unabhängigen Sozialdemokratischen Partei Deutschlands (USPD). Wegen seiner politischen Tätigkeit war er 1920 drei Monate im Gefängnis. Im selben Jahr wurde er in die Bezirksversammlung Prenzlauer Berg gewählt. 1922 wurde er Mitglied der Sozialdemokratischen Partei Deutschlands(SPD). Von 1923 bis 1925 gehörte er der Berliner Stadtverordnetenversammlung an. Von 1924 bis 1932 war er Mitglied des Preußischen Landtages. Daneben engagierte er sich in verschiedenen Verbänden der Postbeamten, die sich schließlich zur Deutschen Postgewerkschaft vereinigten.
1933 wurde Zachert aus politischen Gründen von der Deutschen Reichspost entlassen.
Zachert schloss sich einer Widerstandsgruppe früherer SPD-Mitglieder an. Im Juli 1934 wurde er verhaftet und schwer misshandelt, kam aber nach drei Monaten wieder frei. Anschließend arbeitete er als Versicherungsvertreter. Im Oktober 1942 schrieb Eduard Zachert an einen Gastwirt und warnte diesen, seinen Sohn Offizier werden zu lassen. Der Gastwirt denunzierte ihn, worauf er verhaftet und am 30. April 1943 vom Volksgerichtshof wegen Zersetzung der Wehrkraft zum Tode verurteilt wurde. Er wurde am 22. Juli 1943 im Strafgefängnis Plötzensee hingerichtet.

## Ehrungen
Im Jahre 1951 wurde eine Straße in Berlin-Friedrichsfelde ihm zu Ehren in Zachertstraße umbenannt. Im Jahr 2009 wurde für ihn in der Mendelssohnstraße in Prenzlauer Berg ein Stolperstein verlegt.